# Sant Vicenç dels Horts
Sant Vicenç dels Horts è un comune spagnolo di 27 701 abitanti situato nella comunità autonoma della Catalogna.

## Amministrazione

### Gemellaggi
- Banes